# Сидзуока (префектура)
Сидзуо́ка (яп. 静岡県 Сидзуока-кэн, букв. «Тихий холм») — префектура, расположенная в регионе Тюбу на острове Хонсю, Япония. Административный центр — город Сидзуока. Площадь префектуры составляет 7780,50 км², население — 3 699 527 человек (1 августа 2014), плотность населения — 475,49 чел./км².

## География
Префектура на западе граничит с префектурой Айти, на северо-западе — префектурой Нагано, а на северо-востоке с префектурой Канагава. Сидзуока омывается водами Тихого океана в заливе Суруга. На западе префектура переходит Японские Альпы, а далее на севере находится знаменитая гора Фудзи, а восточнее — полуостров Идзу.

## История
Префектура изначально была разделена на провинцию Тотоми, провинцию Суруга и провинцию Идзу. Самая известная особенность префектуры — то, что это она является родиной первого сёгуна Токугава. Провинция была под контролем Токугава Иэясу, пока он не завоевал территории клана Ходзё в регионе Канто. После этого он присоединился к Ода Нобунаге и передал территории под его управление. После того как он стал сёгуном, Токугава вернул земли своей семье.

### Землетрясения Токай
Каждые 100—150 лет в префектуре случается сильное землетрясение, их собирательно называют «Землетрясения Токай». В 1969 японский сейсмолог Моги высказал предположение, что следующее подобное землетрясение произойдёт в ближайшем будущем.

## Административно-территориальное деление
Префектура Сидзуока состоит из 23 городов и 5 уездов (12 посёлков). Города Фудзи и Нумадзу имеют статусы особых, столица Сидзуока и Хамамацу имеют статусы городов, определённых указами правительства.
|                                                  | Города                                  | Города                                 | Города                                  | Города                                   | Города                                  | Города                                  | Города                                  | Города                 | Города                  | Города |
| ------------------------------------------------ | --------------------------------------- | -------------------------------------- | --------------------------------------- | ---------------------------------------- | --------------------------------------- | --------------------------------------- | --------------------------------------- | ---------------------- | ----------------------- | ------ |
| Атами Готемба Ивата Идзу Идзунокуни              | 22205-4 22215-1 22211-9 22222-4 22225-9 | Косай Макинохара Ито Какегава Кикугава | 22221-6 22226-7 22208-9 22213-5 22224-1 | Мисима Нумадзу Омаэдзаки Сидзуока Симада | 22206-2 22203-8 22223-2 22100-7 22209-7 | Симода Сусоно Фудзи Фудзиномия Фудзиэда | 22219-4 22220-8 22210-1 22207-1 22214-3 | Фукурои Хамамацу Яидзу | 22216-0 22130-9 22212-7 |        |
| Уезды и посёлки в них                            |                                         |                                        |                                         |                                          |                                         |                                         |                                         |                        |                         |        |
| Камо                                             | Камо                                    | Тагата                                 | Тагата                                  | Сунто                                    | Сунто                                   | Хайбара                                 | Хайбара                                 | Сюти                   | Сюти                    |        |
| Кавадзу Мацудзаки Минамиидзу Нисиидзу Хигасиидзу | 22302-6 22305-1 22304-2 22306-9 22301-8 | Каннами                                | 22325-5                                 | Нагаидзуми Ояма Симидзу                  | 22342-5 22344-1 22341-7                 | Йосида Каванехон                        | 22424-3 22429-4                         | Мори                   | 22461-8                 |        |

## Символика
Эмблема префектуры была объявлена 6 августа 1968 года, а флаг — 26 августа. Синий цвет флага представляет собой Тихий океан, что символизирует развитие и успешность префектуры.
Цветком префектуры была выбрана 21 сентября 1965 года азалия, деревом — османтус душистый (27 декабря 1966), а птицей — чёрная райская мухоловка (2 октября 1964).